# گمینا ستار جژگونگ
گمینا ستار جژگونگ (به لهستانی:  Gmina Stary Dzierzgoń) یک گمینا در لهستان است که در شهرستان اشتوم واقع شده‌است. گمینا ستار جژگونگ ۱۸۵٫۸۲ کیلومتر مربع مساحت و ۴٬۰۴۱ نفر جمعیت دارد.